# Радіоелектронна боротьба
Радіоелектро́нна боротьба́ (РЕБ, англ. electronic warfare) — сукупність узгоджених дій військових сил щодо:
- здобуття інформації про розташування радіоелектронних засобів (РЕЗ), систем управління військами і зброї противника, їхнього знищення, захоплення, виведення з ладу, радіоелектронного придушення;
- захисту власних РЕЗ і систем управління військами та зброєю від застосованих противником заходів радіоелектронної розвідки і ведення контррадіоелектронної протидії.

РЕБ є видом бойового забезпечення військ.

## Опис
Стратегічне значення РЕБ оцінюють як дуже високе. РЕБ спрямовується проти інфраструктури противника, що є важливим чинником у веденні сучасної війни.
Заходи радіоелектронної боротьби поділяють на електронні заходи підтримки та радіоелектронну протидію (радіоелектронне придушення).
- Електронні заходи підтримки полягають у пасивному використанні електромагнітного спектра задля отримання даних про противника та використання їх для прямих тактичних дій. Ця інформація може, наприклад, служити як підґрунтя для застосування артилерійського вогню або ударів з повітря, але також і для електронної протидії або захисних заходів. Вони також доповнюють радіоелектронну розвідку (SIGINT).
- Радіоелектронна протидія (радіоелектронне придушення) стосується активного використання електромагнітного спектра шляхом створення завад (заклинювання) для електронних засобів противника чи введення його в оману. Активні заходи — це, зокрема, електронні захисні технічні рішення, що стосуються самого передавання (радіоприймачі зі стрибкоподібною перебудовою частоти) або з огляду переданих даних (криптографічних).

РЕ придушення поділяють на:
- дії з тимчасового порушення роботи РЕ апаратури противника (створення радіоперешкод);
- дії, пов'язані з довготерміновим (або постійним) виведенням з ладу цієї апаратури (силове ураження).

Метою РЕБ є дезорганізація керування силами (військами), зниження дієвості ведення радіоелектронної розвідки й використання зброї і бойової техніки противника, а також забезпечення стійкості роботи систем і засобів керування власними військами і зброєю. Завдання РЕ розвідки — виявлення РЕ засобів противника за їх випромінюванням, визначення їхніх координат, визначення й вивчення характеристик випромінюваних ними сигналів. Ці відомості використовують на користь військової розвідки і під час створення радіоелектронної протидії.

## Електромагнітне середовище
Військові операції, які виконуються в інформаційному середовищі з використанням електромагнітного (ЕМ) спектра, все більш ускладнюються. Електромагнітна частина спектра інформаційного середовища, називається електромагнітним середовищем (EME).
У межах побудови інформаційної операції, РЕБ (EW) є складовою інформаційної війни; більш конкретно, вона є елементом наступальної та оборонної інформаційної протидії.
НАТО має всеосяжний і комплексний підхід до EW. Військовий комітет з 2007 року ухвалив концептуальний документ (MCM _0142: Трансформація концепції майбутньої радіоелектронної боротьби НАТО), де EME визнається як оперативний простір маневру та ведення бойових дій. У НАТО радіоелектронна боротьба EW вважається війною в електромагнітному середовищі (EME). НАТО прийняло спрощену мову, за зразком тієї, яку використовують в інших середовищах, наприклад, електронна атака є протидійним використанням ЕМ енергії. ED є електронним захистом, і ES — електронне спостереження.
РЕБ, як і будь-які військові дії, пов'язані з використанням EM-спектра, передбачають спрямовану енергію (DE) для керування спектром ЕМ, або атаки противника. Це не обмежується радіо- або радарними частотами, а також охоплює: ІЧ, видимий, ультрафіолетовий та інші менш використовувані ділянки EM спектра.
Мета EW полягає у протидії противнику, отриманні переваги у EM спектрі, та забезпеченні власного безперешкодного доступу до частини EM спектра інформаційного середовища. EW може бути застосовано: з повітря, моря, землі, з використанням пілотованих і безпілотних систем. EW використовується для підтримки військових операцій за допомогою різних рівнів виявлення, виведення з ладу, обману, порушення роботи, придушення, захисту та знищення.
EW сприяє успіху інформаційних операцій (IO) за допомогою наступальних та оборонних тактик і способів у різних поєднаннях, щоби створювати, порушувати, і здійснювати змагальне використання спектра EM, захищаючи власну свободу дій у цьому середовищі.

## Складові частини РЕБ

### Радіоелектронна протидія

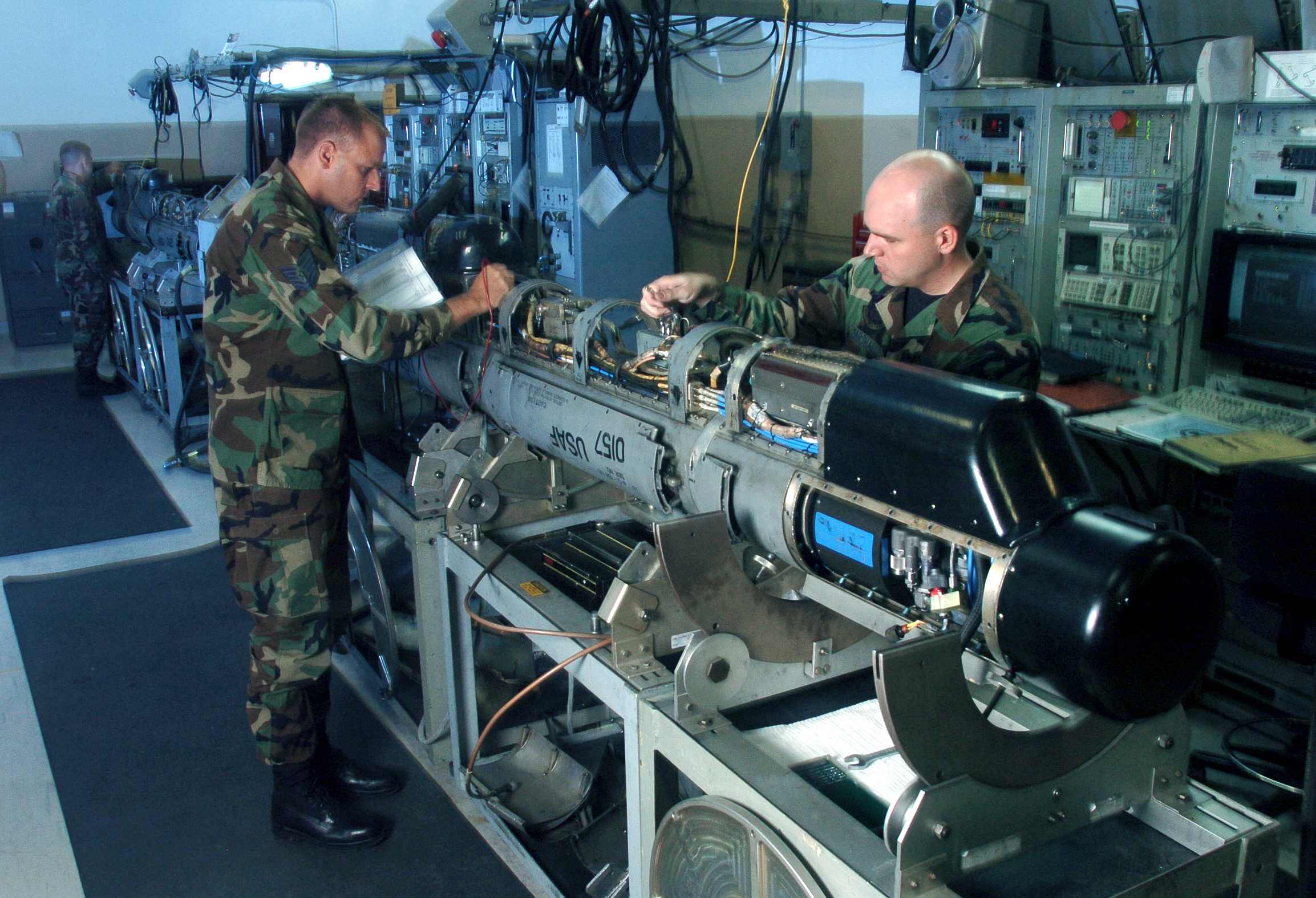
Обслуговування літакової станції радіоперешкод AN/ALQ-184

РЕ придушення — сукупність заходів і дій з порушення роботи або зниження дієвості бойового використання противником радіоелектронних систем і засобів шляхом впливу на їхні приймальні прилади РЕ радіоперешкодами. Охоплює: радіо-, радіотехнічне, оптико-електронне і гідроакустичне придушення. РЕ придушення забезпечується створенням активних і пасивних завад, використанням хибних цілей, пасток та іншими способами.

### Радіоелектронний захист
Радіоелектронний захист — сукупність заходів і дій військ (сил) із послаблення впливу на свої РЕ об'єкти засобів РЕ ураження противника, захисту від ураження самонавідною (по випроміненню) зброї, захисту від ненавмисних сумісних радіоперешкод і від технічних засобів РЕ розвідки противника, тобто передбачає дії, вжиті для захисту персоналу, об'єктів та обладнання від будь-яких наслідків дружнього або ворожого використання впливу електромагнітного спектра.

### Радіоелектронна розвідка
Радіоелектронна розвідка — збір розвідувальної інформації на основі приймання і дослідження електромагнітного випромінювання. РЕ (англ. ES) розвідка використовує як перехоплені сигнали з каналів зв'язку між людьми, так і сигнали наявних РЛС, станцій зв'язку, станцій радіоперешкод та інших РЕ засобів.

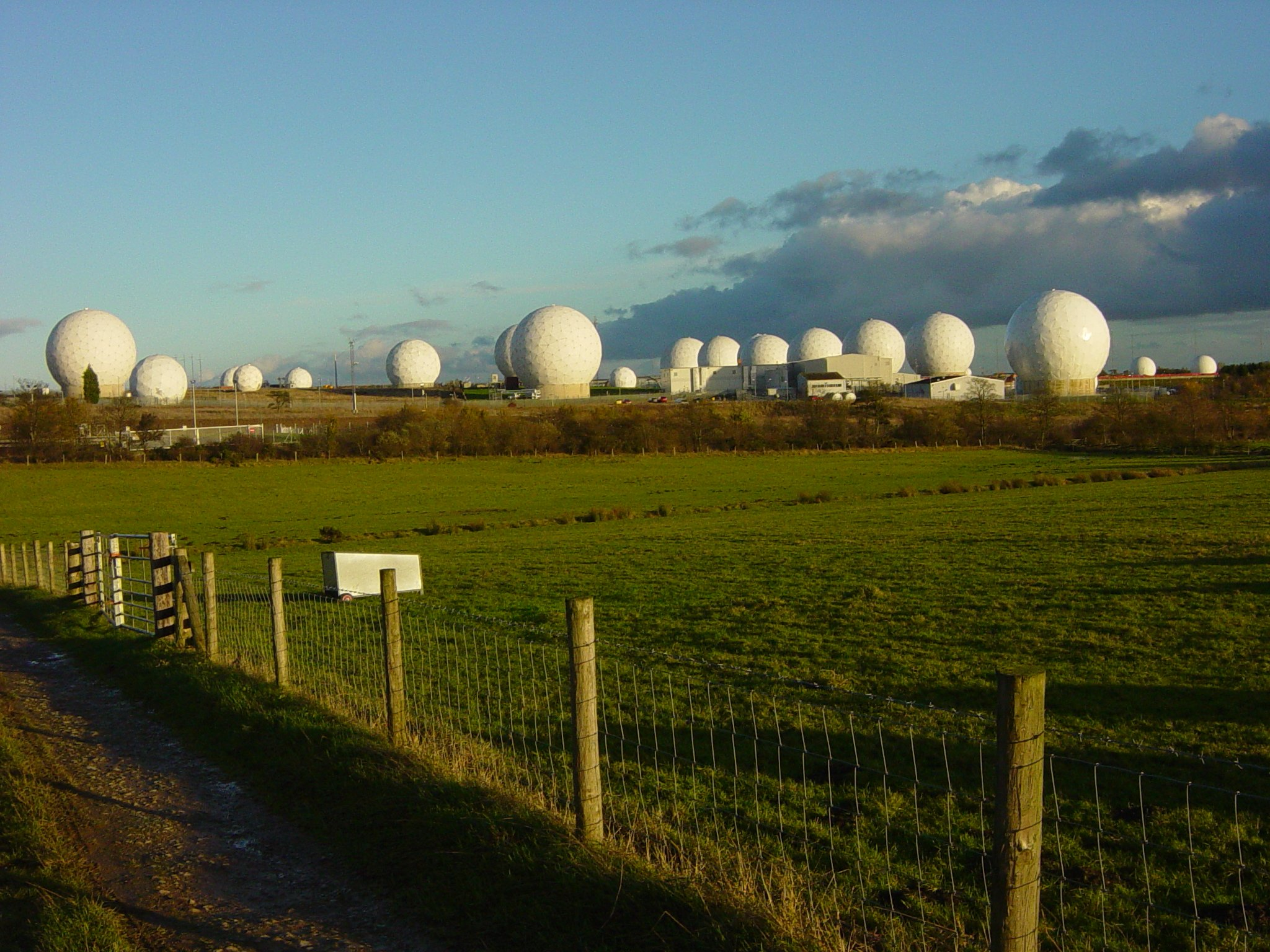
RAF Menwith Hill, велика територія ECHELON у Великобританії та частина Угоди з безпеки Великобританії і США

Електронна підтримка (розвідка) (ES), є підрозділом EW (війни), який самостійно, або під безпосереднім контролем оперативного командира, здійснює пошук, перехоплення, визначення і локалізацію джерел навмисних і ненавмисних випромінювань електромагнітної (ЕМ) енергії задля негайного визначення загрози, адресності, планування і проведення майбутніх операцій.

### Комплексний технічний контроль
Комплексний технічний контроль — контроль за станом дії своїх РЕЗ і їх захисту від технічних засобів розвідки противника. Здійснюється в інтересах РЕ захисту. Передбачає радіо-, радіотехнічний, фотографічний, візуально-оптичний контроль, а також контроль ефективності захисту інформації від її витоку технічними каналами під час використання засобів передавання і обробки інформації.

## Історія

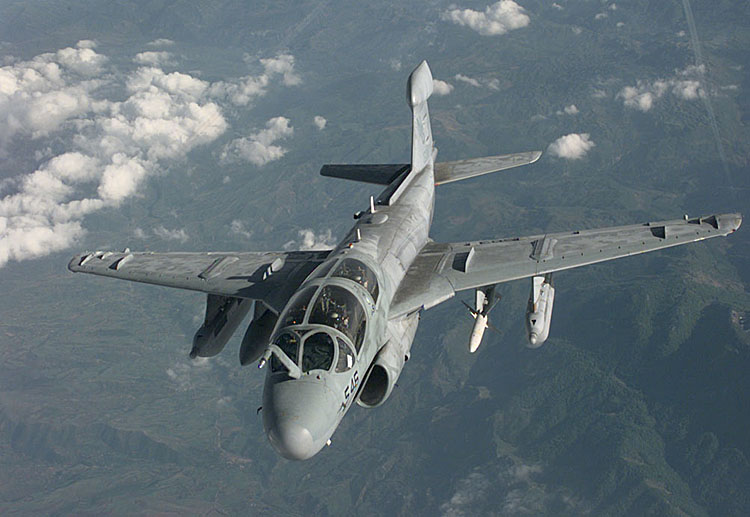
EA-6B «Праулер» — літак радіоелектронної боротьби, який використовується у ВМС США

Вперше радіоелектронна боротьба була застосована силами ВМФ Російської імперії у ході Російсько-японської війни. 15 квітня 1904 року під час артилерійського обстрілу, який японська ескадра вела по внутрішньому рейду Порт-Артура, радіостанції російського броненосця «Побєда» і берегового поста «Золотая гора» шляхом створення навмисних перешкод серйозно ускладнили передавання телеграм ворожих кораблів-коректувальників.
Тим не менш, радіозасоби на ті часи, загалом, використовувалися для забезпечення зв'язку, виявлення каналів зв'язку і перехоплення інформації, яка передається ними. Перевага надавалась перехопленню радіопередач, а не їх придушення. Однак, у роки Першої світової війни, радіоперешкоди стали час від часу застосовуватися для порушення радіозв'язку між штабами армій, корпусів і дивізій і між військовими кораблями. Разом з тим, у німецькій армії вже тоді з'явилися спеціальні станції радіоперешкод.
У проміжок між світовими війнами активно розвивається радіозв'язок, з'являються засоби радіопеленгування, радіокерування і радіолокації. У підсумку, серйозно змінюється концепція керування і взаємодії сухопутних військ, ВПС і ВМФ. Все це призвело до подальшого розвитку способів і засобів протидії РЕЗ противника.
Під час Другої світової війни країни-учасники жваво використовували засоби РЕ і гідроакустичного придушення. Були сформовані й широко використовувалися для забезпечення бойових дій спеціальні частини й підрозділи радіоперешкод. Накопичено великий досвід ведення розвідки і створення радіоперешкод, а також РЕ захисту.
У повоєнний час триває розвиток засобів РЕ боротьби. З'являються нові засоби радіоперешкод корабельного і авіаційного розміщення.
У сучасних війнах і військових конфліктах роль РЕБ продовжує зростати. Розробка і прийняття на озброєння багатьох держав, високоточної і високотехнологічної зброї призводить до появи нових об'єктів РЕ впливу. Застосування протирадіолокаційних ракет значно знижує живучість сучасних РЕЗ (РЛС, комплексів ППО), побудованих на основі активних засобів радіолокації. Широке застосування супутникових систем розвідки і навігації викликає потребу їх знешкодження, зокрема шляхом РЕ придушення. Станом на 2023 рік, компанія L3Harris Technologies (США) вже модернізувала систему космічної РЕБ Meadowlands та готується до ефективного придушення в космосі штучних супутників Китаю та Росії. Нова система Meadowlands призначена для створення тимчасових, оборотних перешкод супутникам зв’язку та має глушити космічні апарати противника на ранніх стадіях збройного конфлікту.
Розробляються переносні засоби РЕ розвідки і перешкод для боротьби з новими засобами зв'язку і навігації, пошуку і знешкодження радіофугасів та інших приладів дистанційного підриву. Засоби РЕБ отримали можливість системно-програмного впливу на автоматизовані системи керування і на інші обчислювальні комплекси.

### Російсько-українська війна
Російські загарбники інтенсивно користувались засобами радіоелектронної боротьби (розвідки, перехоплення, придушення) під час війни на сході України. Так, наприклад, активістами групи Інформнапалм були встановлені випадки застосування сучасних засобів РЕБ на захопленому російськими бойовиками Донбасі, зокрема:
- комплекс придушення GSM-зв'язку РБ-341В «Леєр-3»;
- комплекс радіоелектронного придушення КХ і УКХ зв'язку РБ-301Б «Борисоглєбськ-2»;
- автоматизована станція перешкод Р-934УМ;
- автоматизована станція перешкод Р-330Ж «Житель»;
- комплекс РЕБ «Торн»;
- комплекс радіоконтролю, пеленгування, та придушення РП-377ЛА «Лорандит»;
- комплекс радіорозвідки та радіопридушення РБ-531Б «Инфауна».

Російські комплекси радіоелектронної боротьби були помічені й СММ ОБСЄ та активістами групи Bellingcat. Зокрема, на тимчасово окупованих теренах Донбасу були помічені РБ109-А «Былина», РБ-341В «Леер-3», 1Л269 «Красуха-2» та «Репеллент-1», що призначений для боротьби з ББЛА.
Крім того, російські військові перекинули на окуповані території сучасні засоби радіозв'язку: станції супутникового зв'язку Аурига-1.2В (виробництво розпочалось 2014 року, російською компанією «ІТІС») та Р-441-ОВ «Ливень».

## РЕБ на літаках
- СПС-141 «Сирень»
- СПС-142 «Гвоздика» (Виріб 142)
- СПС-143 (Виріб 143)